# Bauhaus

Logo Bauhausu

Bauhaus – uczelnia artystyczno-rzemieślnicza powstała w Weimarze z połączenia Akademii Sztuk Pięknych i Szkoły Rzemiosł Artystycznych w 1919 r., później od 1925 r. działająca w Dessau (dziś Dessau-Roßlau) i w latach 1932–1933 w Berlinie. Została utworzona przez Waltera Gropiusa.
Związane z działalnością Bauhausu lub będące owocem oraz świadectwem jego działalności budynki w Weimarze oraz w Dessau-Roßlau zostały wpisane na listę światowego dziedzictwa UNESCO:
1. pierwsza siedziba Bauhausu w Weimarze z 1904 i 1911 r., secesyjna, zaprojektowana przez Henry’ego van de Velde jako siedziba Akademii Sztuk Pięknych i Szkoły Rzemiosł Artystycznych
2. eksperymentalny dom Haus am Horn w Weimarze z 1923 r., rozbudowany w 1925 r., projektu Georga Muchego(inne języki)
3. zespół budynków drugiej siedziby Bauhausu w Dessau z lat 1925–1926, zaprojektowany przez Waltera Gropiusa
4. domy mistrzów w Dessau, również projektu Waltera Gropiusa

Określenie Bauhaus używane bywa również potocznie i nieściśle jako nazwa stworzonego przez nią kierunku architektonicznego jako jednego z prądów w obrębie niemieckiego modernizmu, przy czym sporne jest, czy można mówić o szkole Bauhausu (Bauhaus-Schule) jako dającym się jednoznacznie określić jednolitym zjawisku.

## Historia
Do prekursorów Bauhausu należeli: berliński architekt Peter Behrens i Henry van de Velde, założyciel Szkoły Rzemiosł Artystycznych. Jednym ze współpracowników Behrensa był Walter Gropius, który dość szybko dał się poznać jako nowoczesny twórca. Zaczął propagować ideę standaryzacji ze względu na możliwości technologiczne przemysłu budowlanego. Dążył do połączenia techniki ze sztuką. Rodziła się koncepcja wzornictwa przemysłowego i nowego podejścia do projektowania form produkowanych taśmowo. W płaszczyźnie filozoficznej istotną rolę odgrywały zapatrywania i idee polityczne twórców Bauhausu, głównie socjalistyczne.

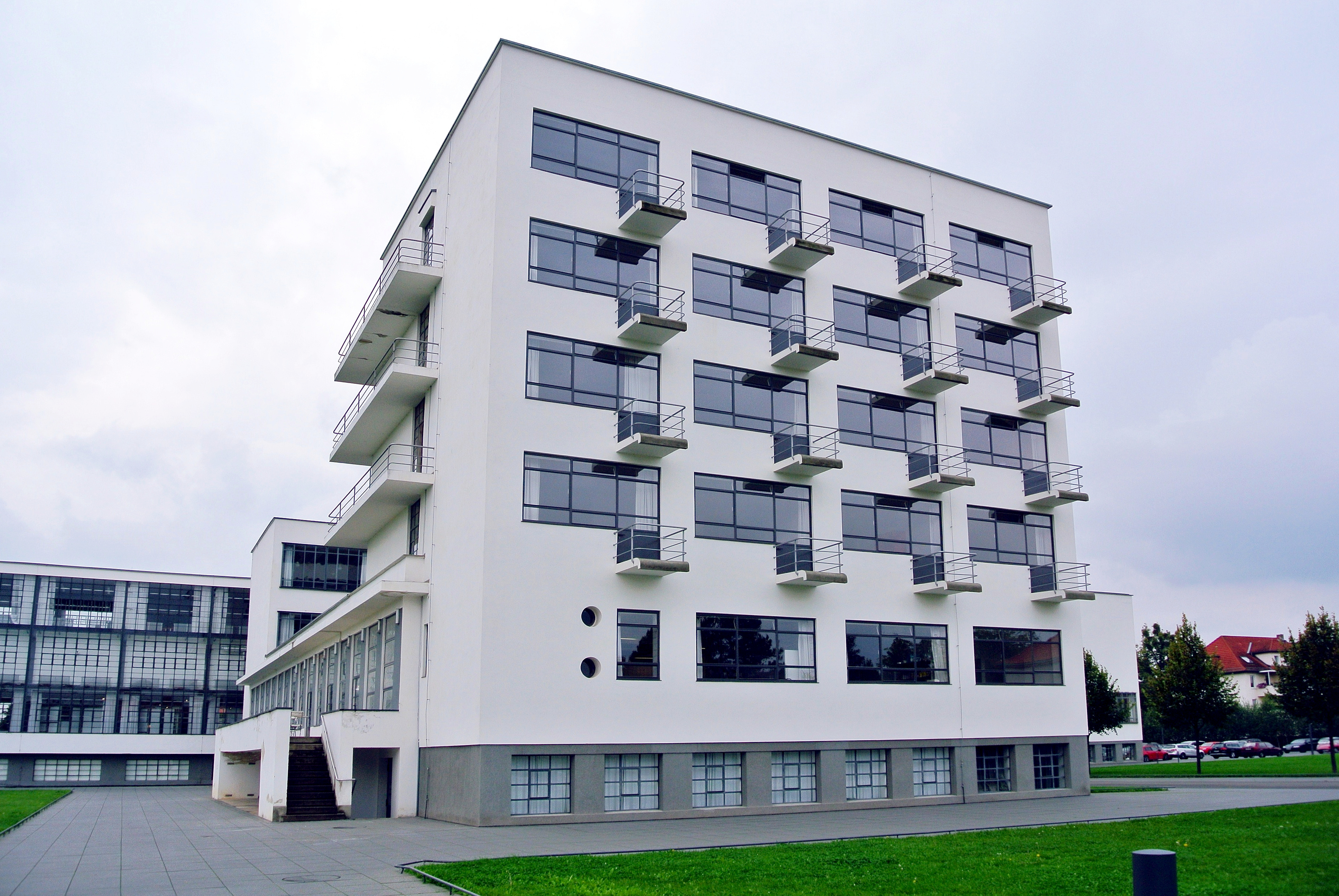
Bauhaus w Dessau. W najwyższym budynku, tzw. domu atelier (akademiku) jest taras rekreacyjny na dachu płaskim i liczne balkony.

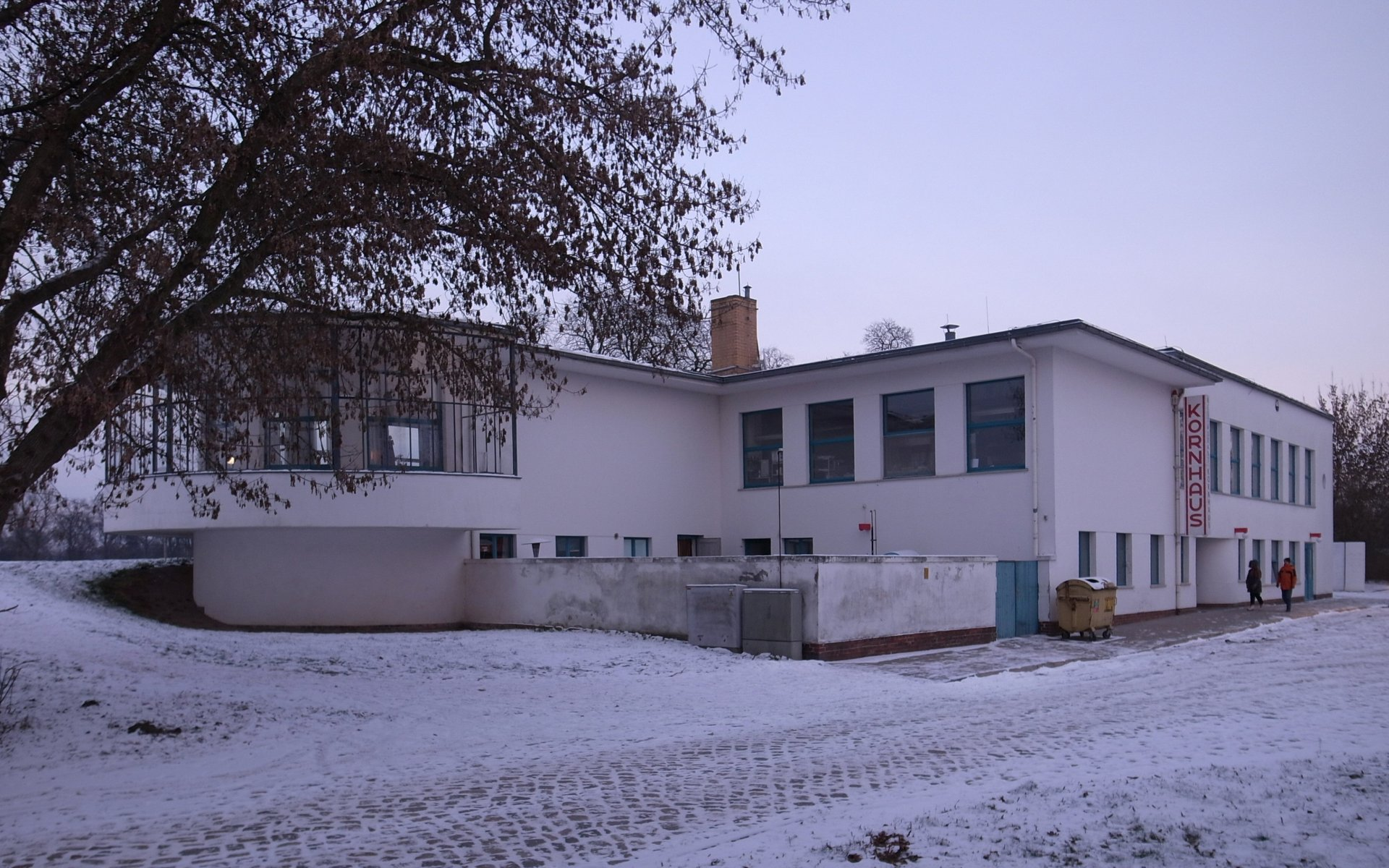
Spichlerz w Dessau

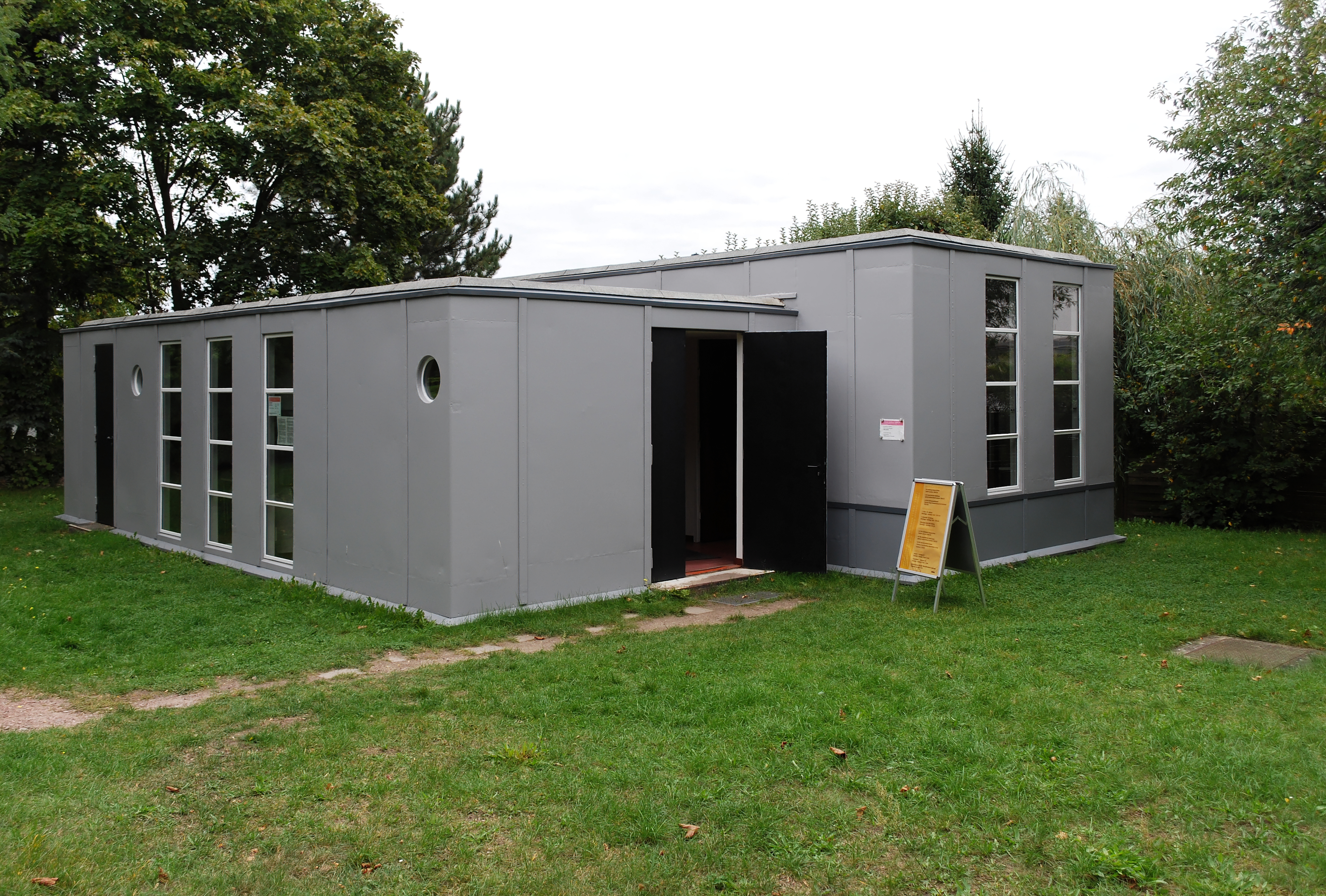
Stalowy dom w Dessau

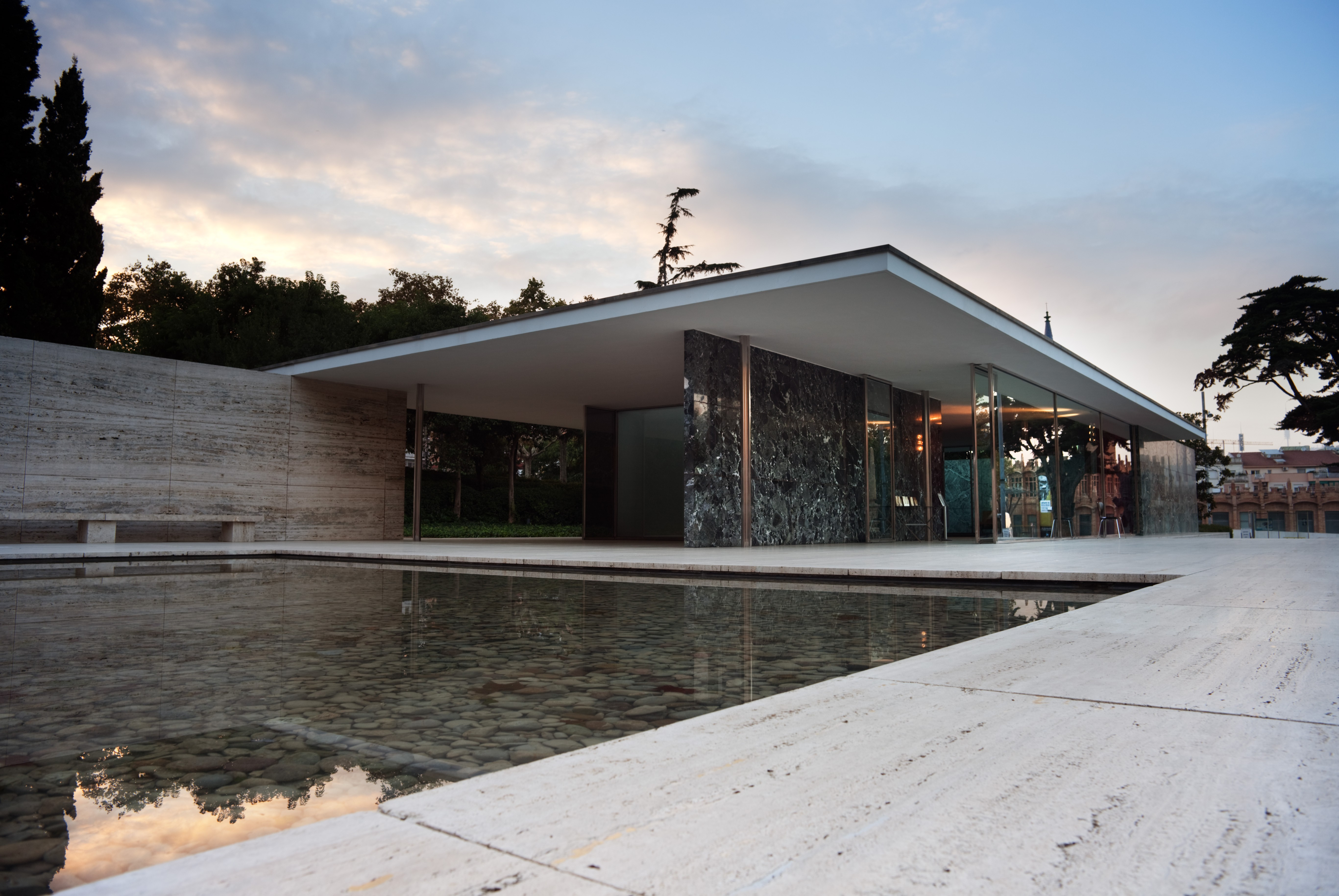
Pawilon barceloński (1929) Ludwiga Miesa van der Rohe w Barcelonie, rekonstrukcja

### Weimar
Walter Gropius zasłynął m.in. wzorcową fabryką na wystawie Deutscher Werkbund w Kolonii w 1914 r. Po wojnie reaktywował (16 marca 1919 r.) i zjednoczył w Weimarze szkołę budownictwa – Bauhaus. Twierdził, że wszyscy rzemieślnicy są artystami, jak też wszyscy artyści powinni być dobrymi rzemieślnikami. Nazwa Bauhaus nawiązywała do średniowiecznej Bauhütte, strzechy budowlanej, skupiającej pracowników różnych dziedzin rzemiosła budowlanego. Gropius pragnął, aby adepci Bauhausu pracowali na zasadzie średniowiecznych cechów rzemieślniczych, w których każdy ze współtwórców danego dzieła zachowując swoją indywidualność wnosi wkład w tworzenie jednego, wspólnego dzieła. Kurs wstępny wprowadzający wiedzę o formach, materiałach i kolorach trwał pół roku, uczono też rysunku i komponowania przestrzennego. Początkowo prowadzenie go powierzono Johannesowi Ittenowi, ale ten wdał się z czasem w konflikt ideowy z Gropiusem prowadząc kurs nie według programu Bauhausu, a według swoich przekonań. Dopiero przewodniczący grupy De Stijl Theo van Doesburg pomógł w rozwiązaniu tego konfliktu i skierował uczniów od ekspresjonizmu nauczanego przez Ittena ku konstruktywizmowi. Głównym celem kursu było odrzucenie wiedzy, jaką uczniowie zdobyli wcześniej, ukierunkowanie ich na założenia Bauhausu oraz nauka samodzielnego myślenia i analizy. Po ukończeniu kursu uczniowie przechodzili na trzy lata do udziału w warsztatach, m.in. obróbki metalu, drewna, malarstwa ściennego, ceramiki, kompozycji przestrzennej, rzeźby. Taki tok studiów zapewniał wykształcenie teoretyczne i praktyczne w szerokim zakresie, a uczelnia realizowała egalitarne i wspólnotowe idee Gropiusa. Zatrudniano jedynie dziesięciu artystów (wykładowców zwanych mistrzami, Meister der Form), a wiele zajęć prowadzili asystenci – studenci starszych lat.
Od lipca do września 1923 roku zorganizowano wystawę będącą odpowiedzią na naciski ze strony rządu Turyngii, który pragnął ujrzeć wyniki nauki i pracy po 4 latach istnienia szkoły. Wystawa okazała się sukcesem przyciągając 15 tys. zwiedzających.
Wzorowy dom zbudowany na wystawę (Haus am Horn):

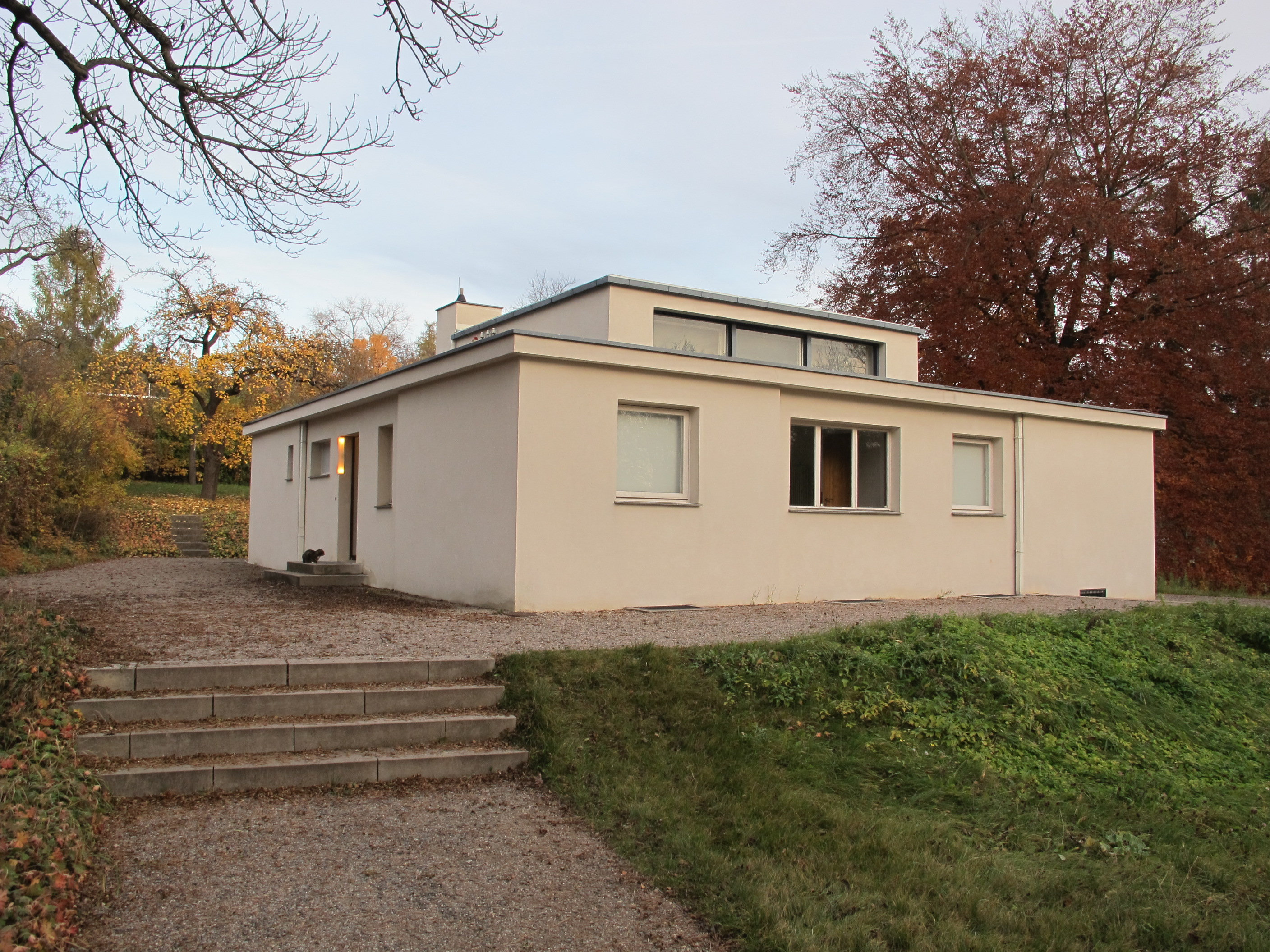
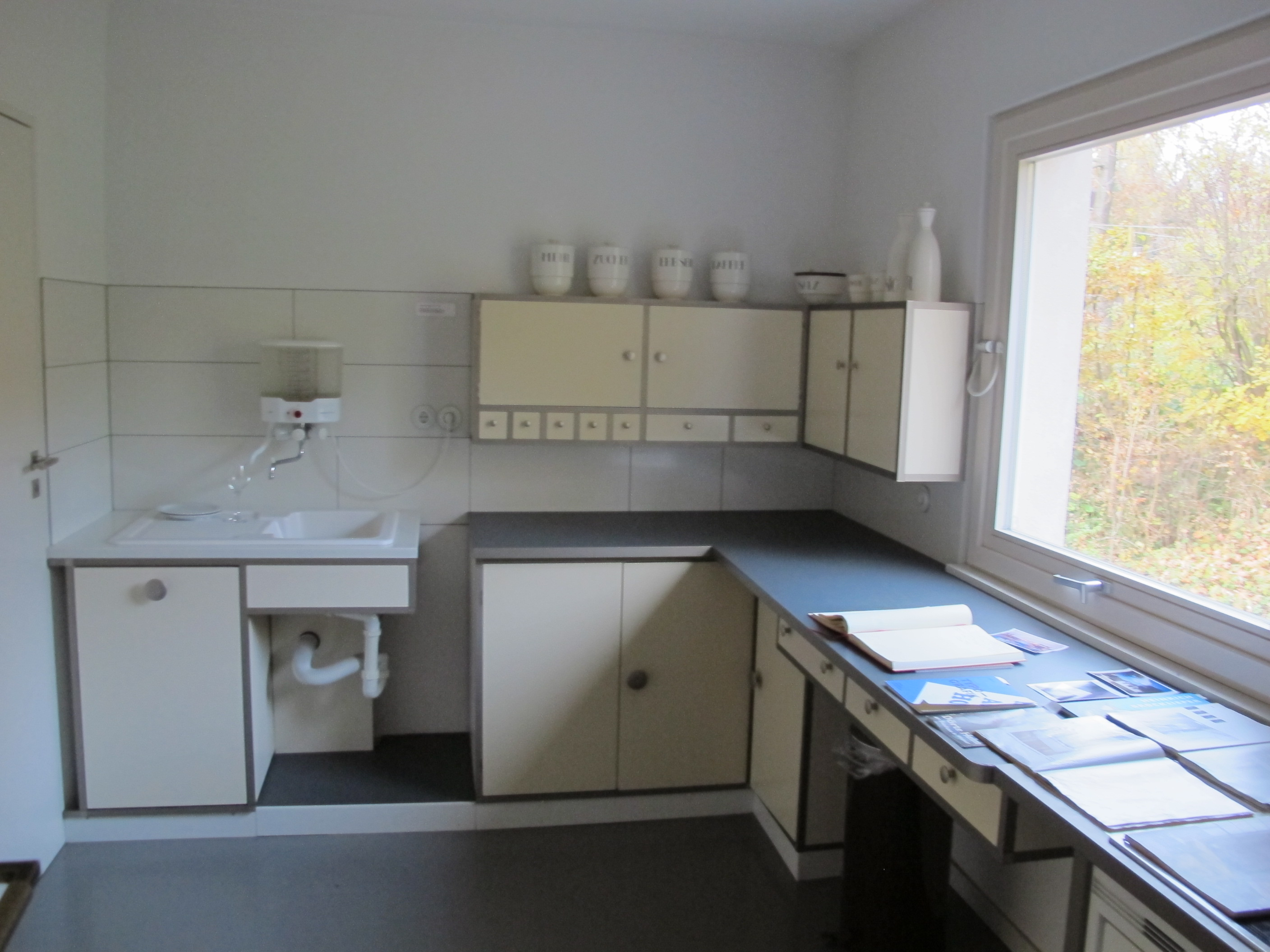
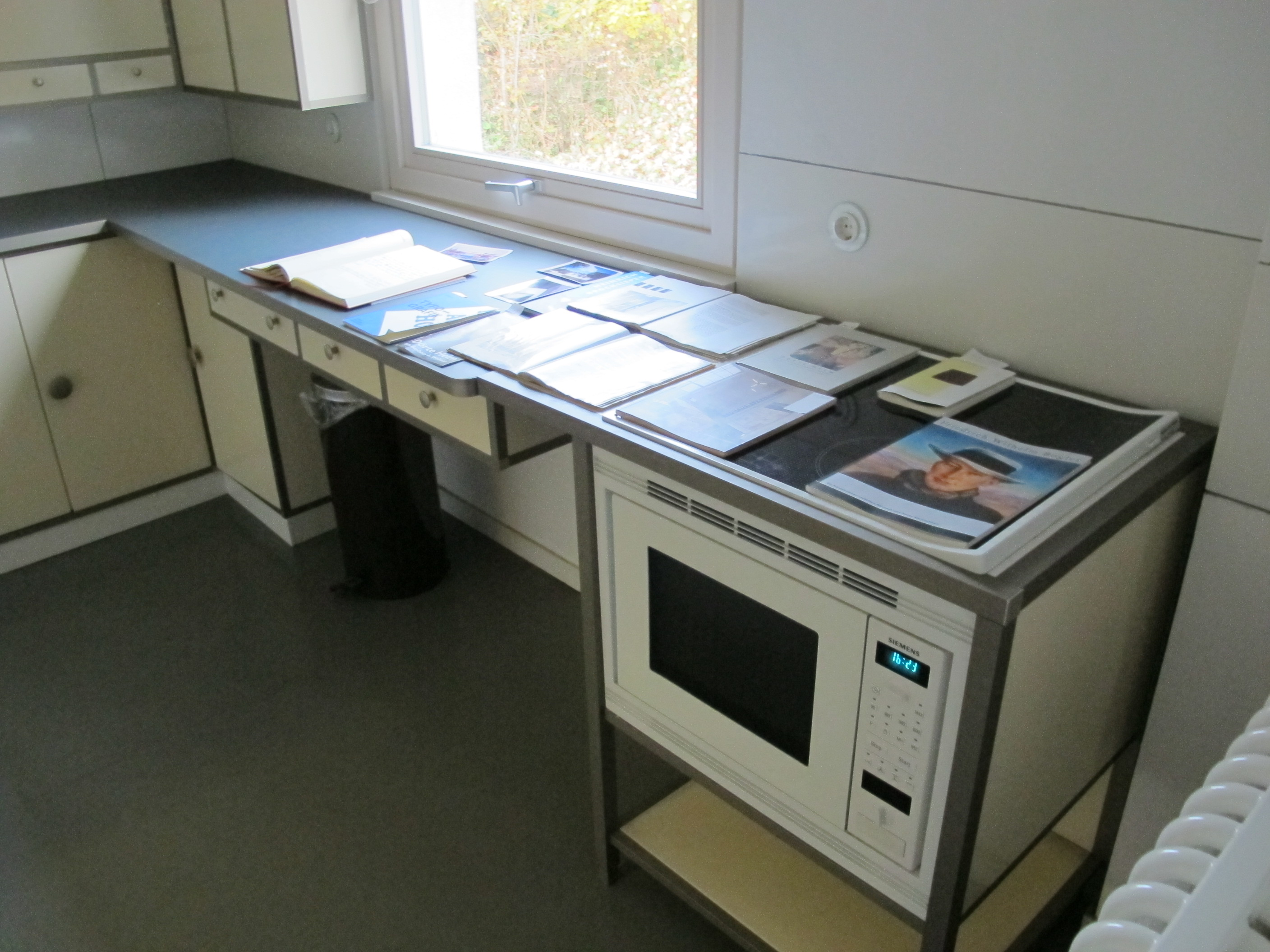
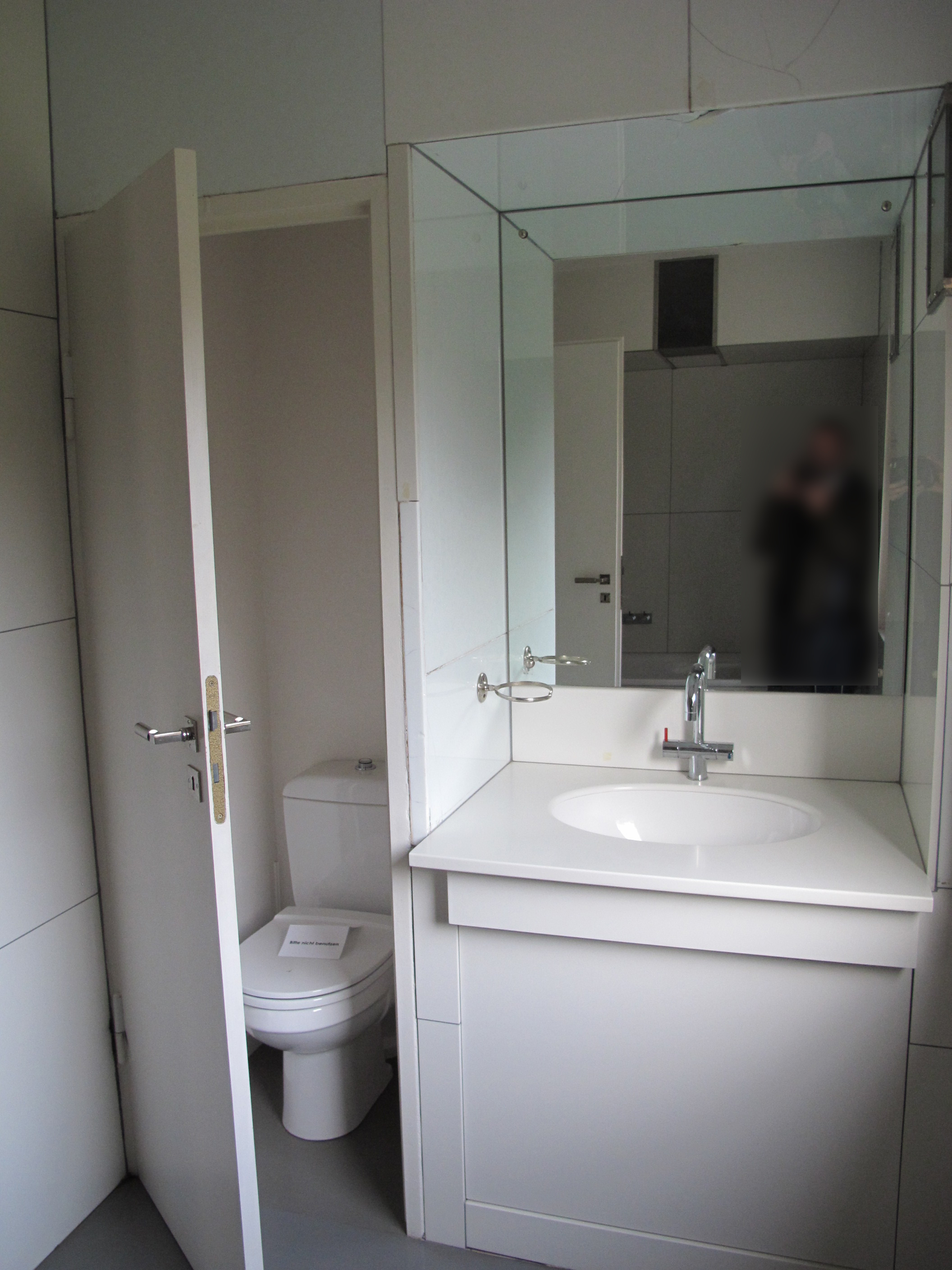
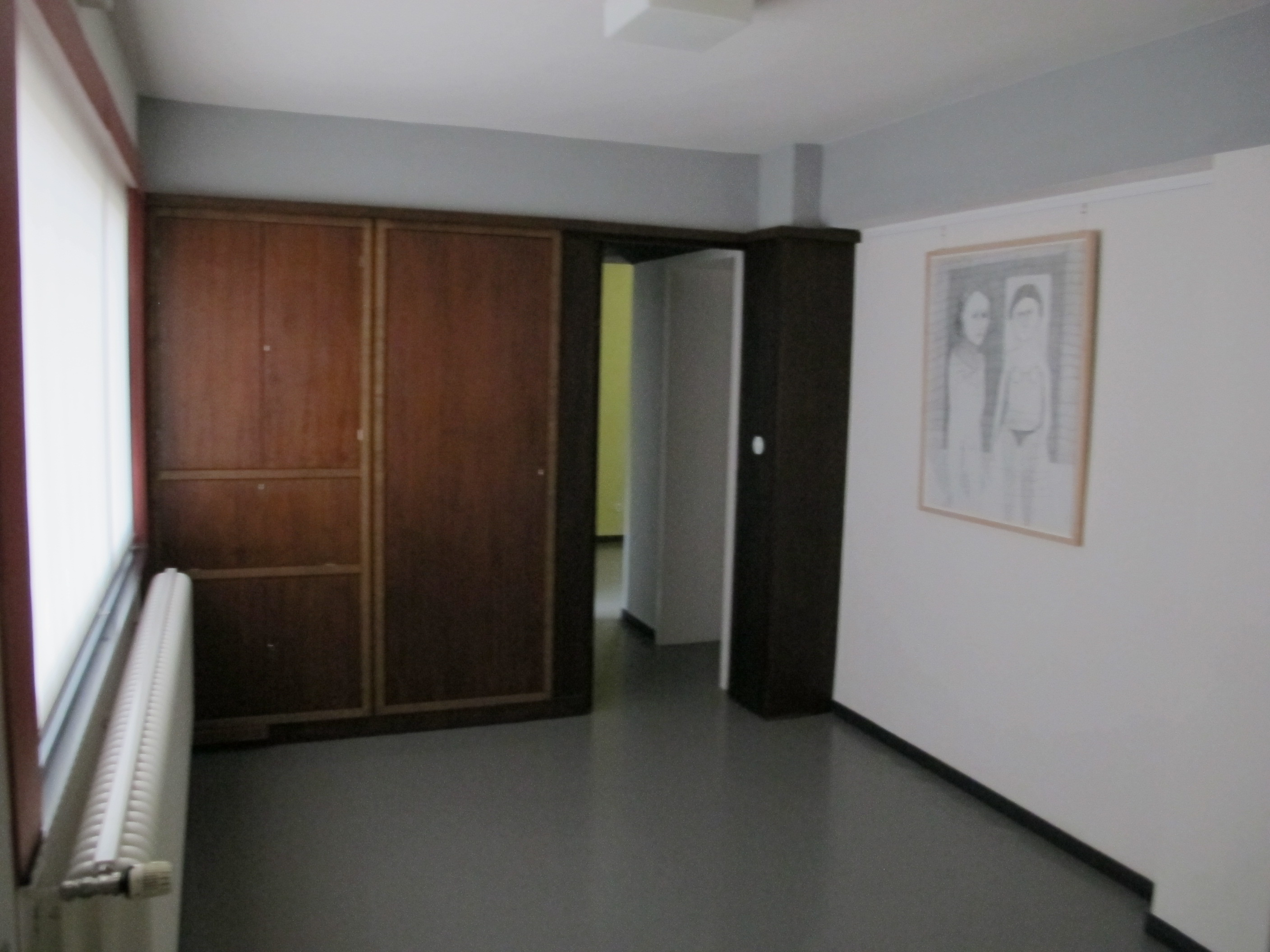

### Dessau
W 1924 roku władzę w Turyngii objął rząd konserwatywny, który oskarżył Bauhaus o szerzenie myśli socjalistycznej i wywrotową działalność, czemu członkowie i dyrektorzy Bauhausu zaprzeczyli. Znalazło to wyraz w umowie spisanej przez członków z przedstawicielami rządu, zakładającej przedłużenie czasu funkcjonowania szkoły do 1 kwietnia 1925 roku. Po tym okresie miała przestać istnieć. W tej sytuacji Gropius podjął starania o przeniesienie placówki szkoły w inne miejsce. Dostał wiele propozycji, przyjął jednak tę daną mu przez burmistrza Dessau (dziś Dessau-Roßlau).
Po wygaśnięciu umowy Walter Gropius wzniósł w Dessau zespół nowoczesnych budynków uczelni oraz osiedle dla mistrzów. Po przeniesieniu Bauhausu, jeszcze do 1927 roku funkcjonował on pod kierownictwem Gropiusa. O ile w Weimarze nauka koncentrowała się na rzemieślniczej pracy warsztatowej, w Dessau przykładano większą wagę do nauczania teorii. Wzrosła też znacząco liczba studentów, a nowy dyrektor, Hannes Meyer, dopuścił działalność polityczną studentów, co doprowadziło do powszechnego kojarzenia Bauhausu z komunizmem. Jego następca, Ludwig Mies van der Rohe, dążył do przekształcenia opartej na duchu współpracy i interdyscyplinarnej uczelni w klasyczną autorską szkołę architektury.

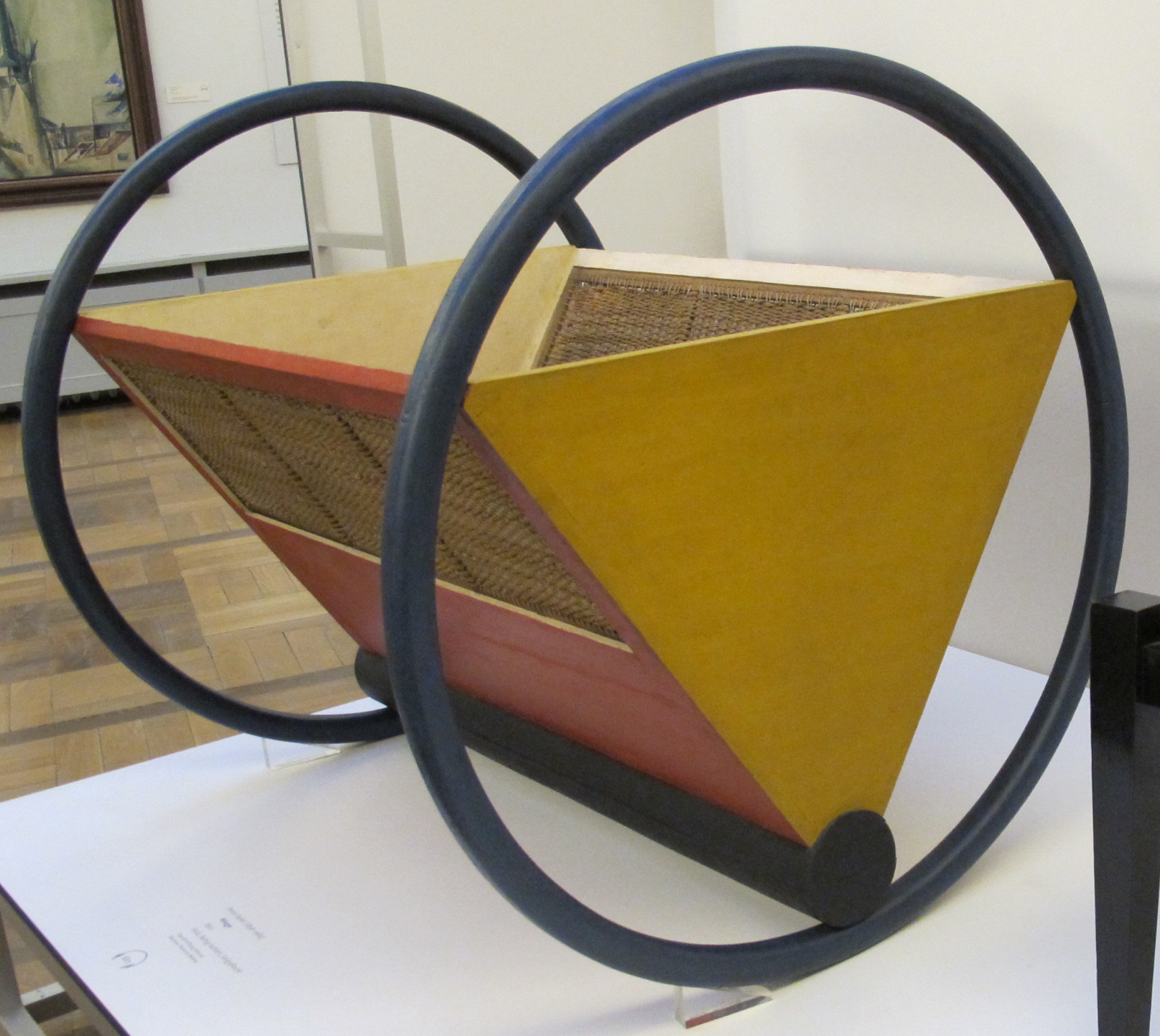
Peter Keler, kolebka, 1922.

Zaprojektowany przez Gropiusa awangardowy budynek uczelni powstawał od września 1925 do grudnia 1926 pod kierownictwem budowy Ernsta Neuferta. Składa się z pięciu skrzydeł mieszczących różne funkcje, co demonstruje się zróżnicowaniem bryły i elewacji:
- ustawionego wzdłuż głównej ulicy skrzydła warsztatów z trójkondygnacyjną szklaną ścianą kurtynową, przywołującą o kilkanaście lat wcześniejszy motyw wykorzystany przez Gropiusa w fabryce Fagus w Alfeld
- poprzecznie ustawionego trójkondygnacyjnego skrzydła Szkoły Rzemiosła Artystycznego i Technicznego z elewacją pasową
- skrzydła mieszczącego administrację szkoły, łączącego nad poprzeczną ulicą na poziomie pierwszego i drugiego piętra warsztaty ze Szkołą Rzemiosła
- tzw. domu atelier, a zarazem akademika w tylnej części działki za skrzydłem warsztatów, z osobnymi oknami dla poszczególnych atelier, z balkonami oraz z tarasem rekreacyjnym na dachu płaskim wyposażonym w ławy i zadaszenie, gdzie uprawiano gimnastykę i wystawiano przedstawienia teatralne[5][3][6]
- auli i stołówki na poziomie parteru między skrzydłem warsztatowym a domem atelier

Zespół budynków został zrealizowany w technologii mieszanej (szkielet żelbetowy, częściowo murowane ściany nośne) i wykończony tynkiem o gładkiej fakturze, malowanym zasadniczo na biało z jasnoszarymi akcentami (np. kondygnacja piwniczna). Ściana kurtynową i okna są stalowe, z ramami malowanymi na szaro. W obrębie klatek schodowych nadano elewacji formę pionowych przeszkleń. Konsekwentne zastosowanie dachów płaskich manifestowało idee architektury modernistycznej i wzbudzało w okresie powstania budynku kontrowersje nie mniejsze, niż utrzymane w abstrakcyjnych formach elewacje.
Uszkodzony w czasie II wojny światowej zespół budynków uczelni został w uproszczony sposób odbudowany przez władze NRD, które zrezygnowały z całkowitego przeszklenia budynków, co oszpeciło architekturę i pogorszyło jej funkcjonalność. W 1976 roku dokonano gruntownej renowacji i przywrócono budynkom formę zewnętrzną zbliżoną do pierwotnej. Od 1996 roku przeprowadzono daleko idące renowację i rekonstrukcję.

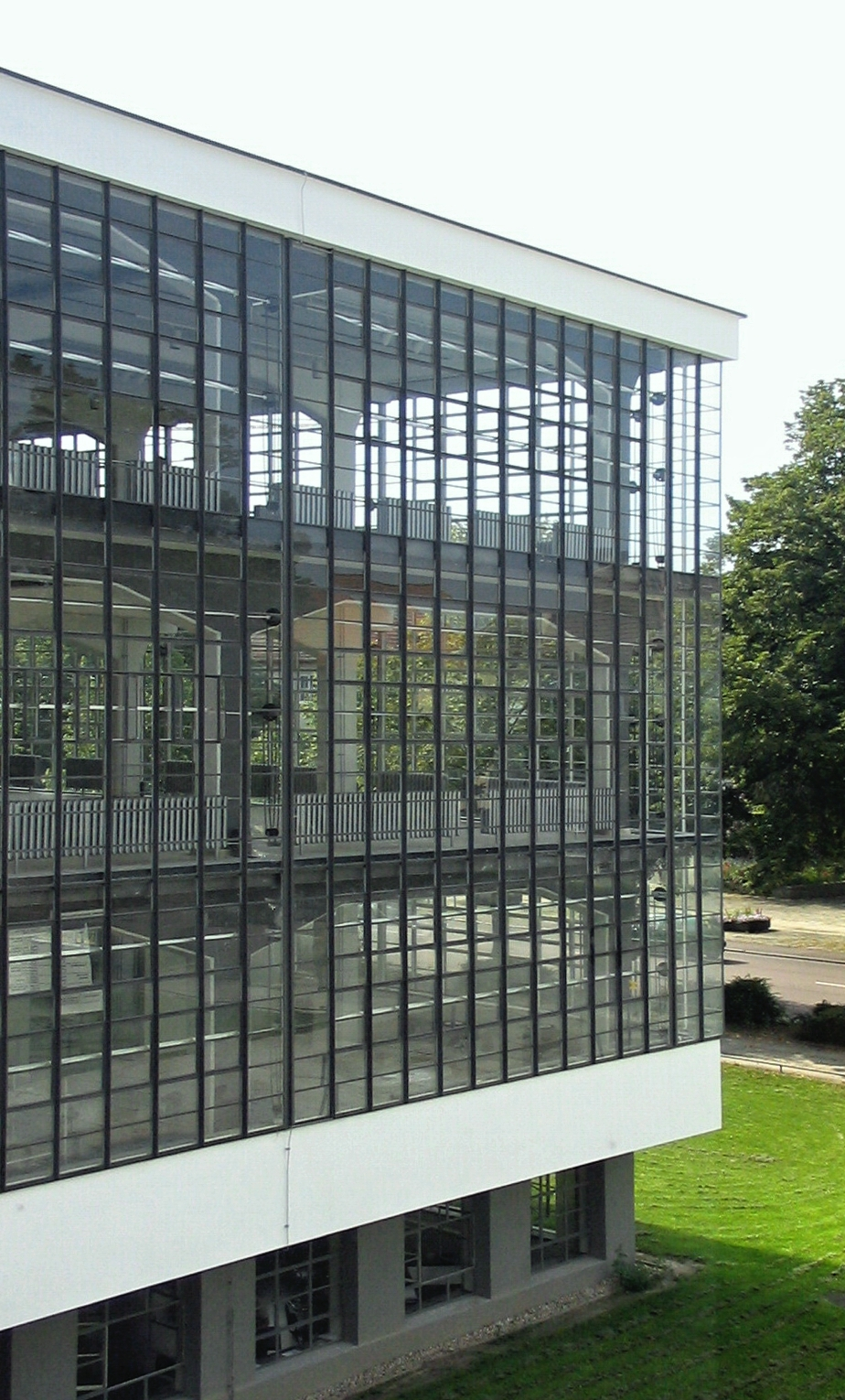
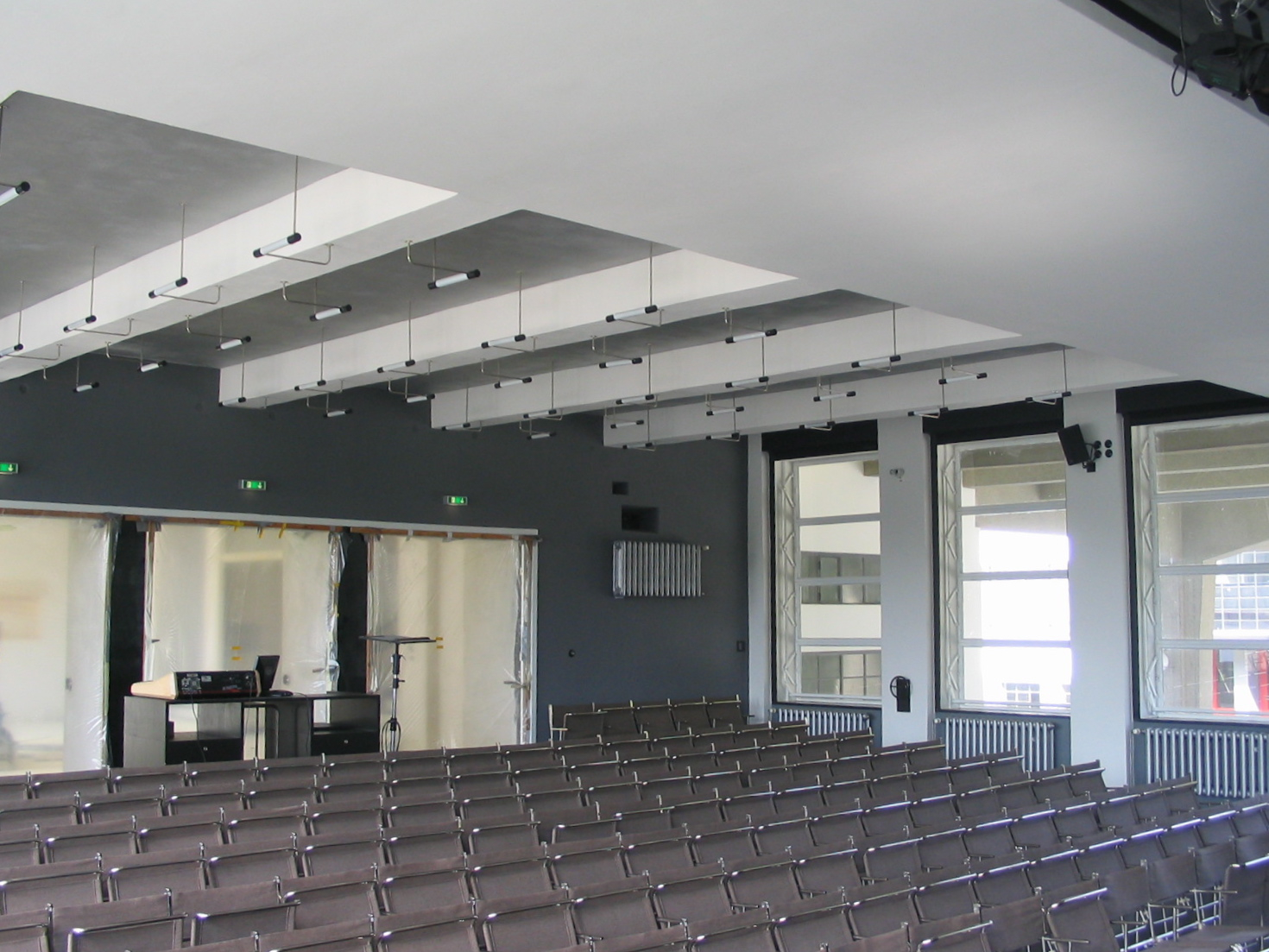
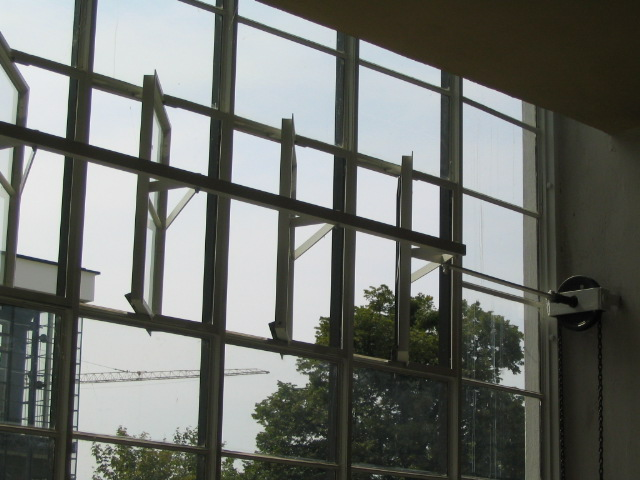

Równolegle powstało oddalone o około dwa kilometry osiedle dla mistrzów Bauhausu (Meisterhäuser), składające się z jednego domu jednorodzinnego i trzech dwurodzinnych. Dom jednorodzinny oraz połowa jednego z domów bliźniaczych nie przetrwały II wojny światowej. Pozostałe domy, w międzyczasie mieszczące m.in. przychodnię medyczną, zrekonstruowano w różnym stopniu po 1990 roku, przywracając co najmniej ich zewnętrzną formę.

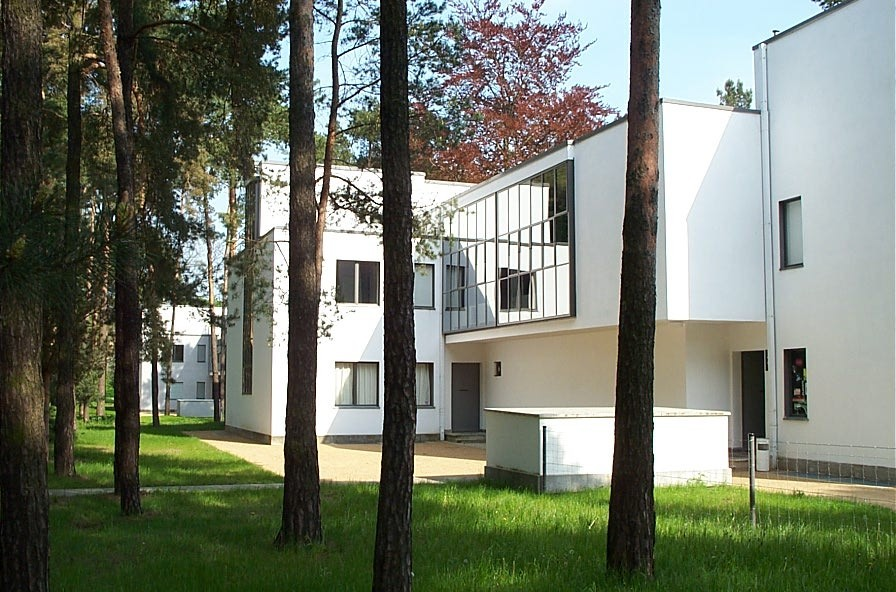
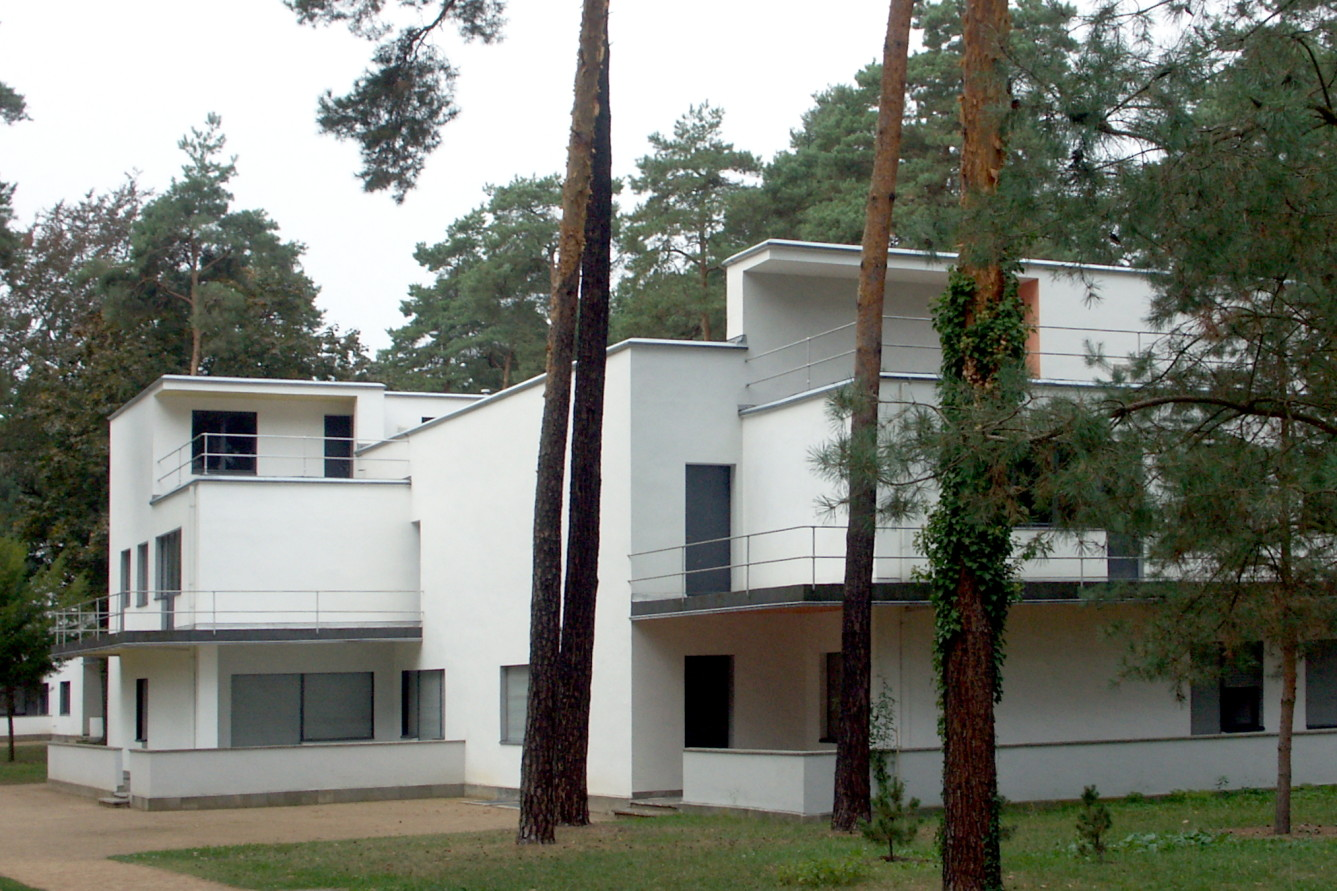
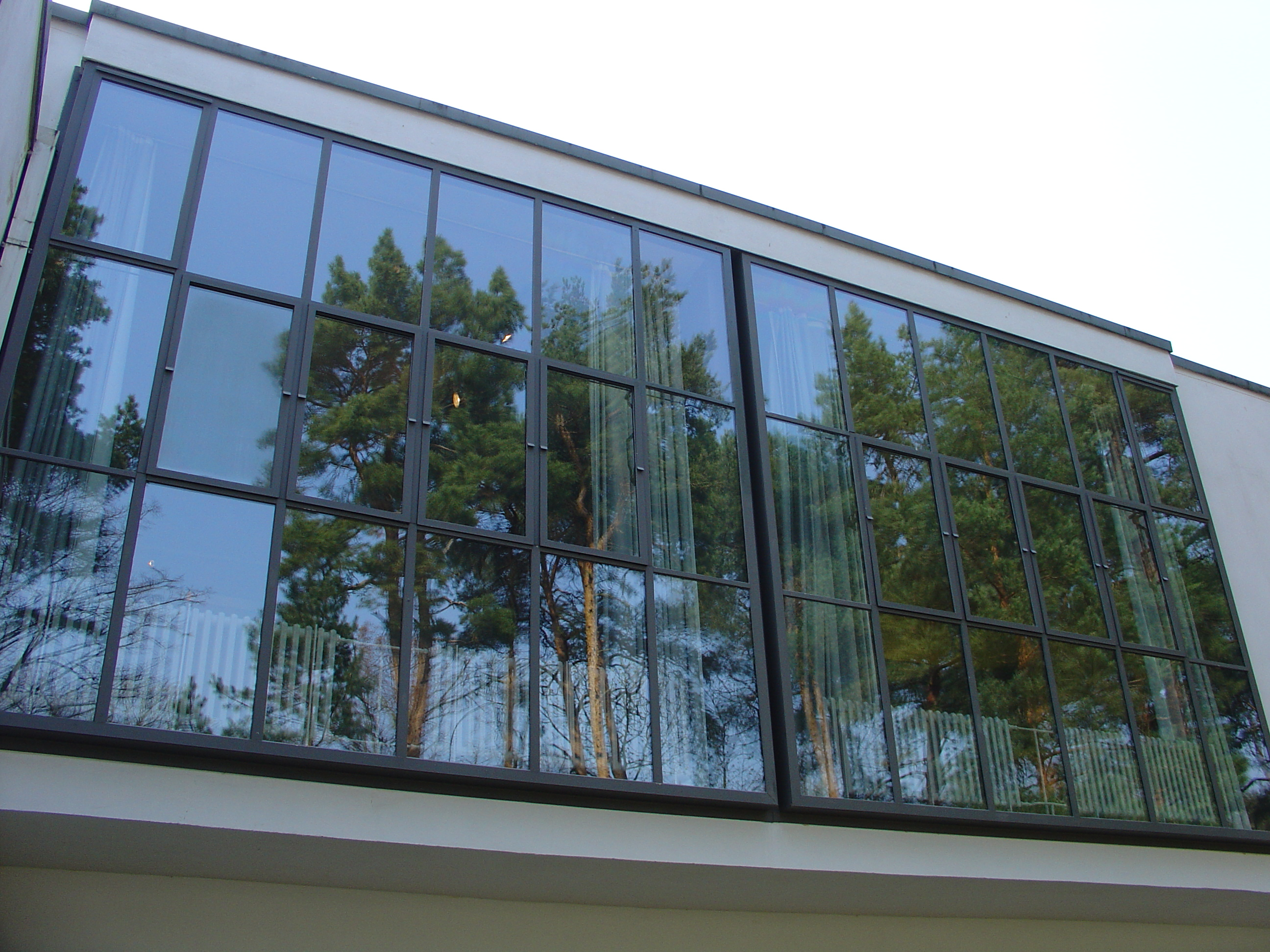

### Berlin
W 1932 roku finansowanie Bauhausu przez nowe, nazistowskie władze Dessau zostało zawieszone, a uczelnia została przeniesiona do Berlina, jako prywatna szkoła Miesa van der Rohe. Uczelnia działała do 1933 r., a w 1934 r. została ostatecznie zamknięta przez nazistów. W USA od 1937 r. László Moholy-Nagy próbował odrodzić uczelnię pod nazwą New Bauhaus w Chicago. Także w Niemczech w 1946 r. w Berlinie Zachodnim podjęto próbę reaktywacji, ale nie uzyskano już tej samej jakości nauczania co w dawnej uczelni. Pewną kontynuacją była też Wyższa Szkoła Projektowania w Ulm, założona przez Agnes Scholl i Maksa Billa, działająca w latach 1953–1968.
Archiwum Bauhausu posiadające duży zbiór prac jego uczniów i mistrzów znajduje się w zrealizowanym pośmiertnie (1976) budynku Gropiusa w Berlinie.

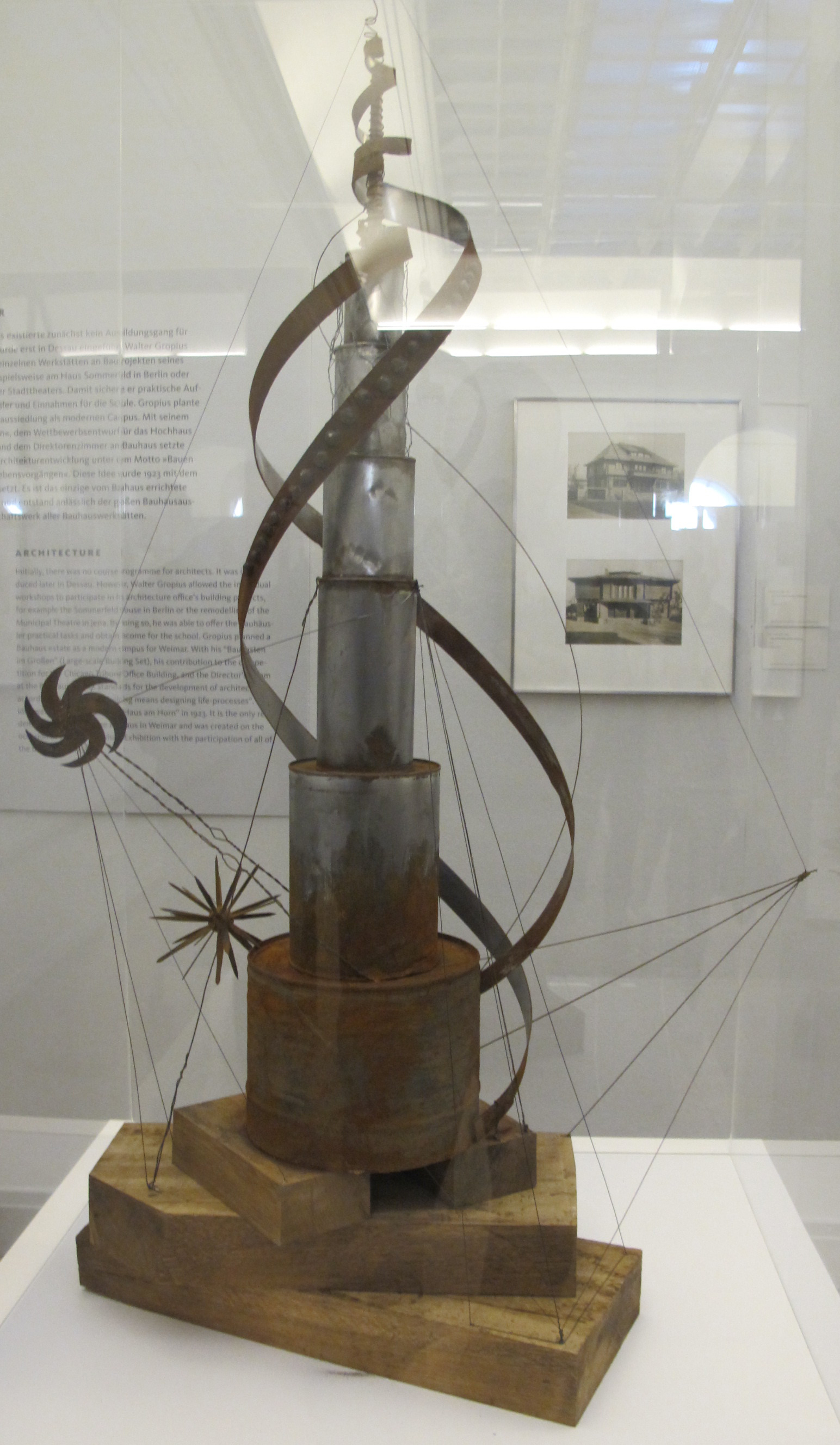
Nikolaij Wassiljew, Studium materiałów, 1920

## Idee Bauhausu
Od końca XIX wieku w całej Europie, pod wpływem rewolucji przemysłowej pojawiły się niepewności związane z uprzemysłowieniem produkcji mebli i dekoracji. W Anglii pojawiło się wiele cechów rzemieślniczych, które przeciwstawiały się typizacji produktów. Tendencje te pojawiły się również w Niemczech, w których głównym celem teoretyków stała się chęć połączenia fachów artysty i technika.
Bauhaus dokonał radykalnego przewartościowania poglądów na różne rodzaje sztuki. Oprócz funkcjonalizmu, który stał się trwałym wkładem w dziedzinę wszelkiego projektowania przestrzeni i przedmiotów, architekci i inni artyści Bauhausu wnieśli różne osobiste koncepcje, często odbiegające od powszechnego poziomu akceptacji. Bauhaus był miejscem dyskusji i ścierania się opinii, miejscem fermentu umysłowego, który (szczególnie po dojściu Hitlera do władzy) rozlał się na inne kraje, w tym USA. Idee Bauhausu inspirowały także architektów w Polsce; przed i po II wojnie światowej powstało wiele budowli pod wpływem Bauhausu, takich jak liceum im. Jose Marti przy ulicy Staffa 111 w Warszawie (1961) autorstwa architekta Jana Zdanowicza, które jest jedyną szkołą z czasów Polski Ludowej o całkowicie przeszklonych elewacjach i z tarasami rekreacyjnymi na dachach. Z kolei Helena Syrkusowa utrzymywała od lat 30. do 70. stały kontakt z Gropiusem.
Programem Bauhausu było stworzenie nowoczesnej architektury, funkcjonalnej, integralnie związanej z innymi dziedzinami sztuki, dążenie do jedności estetycznych i technicznych dzieła.

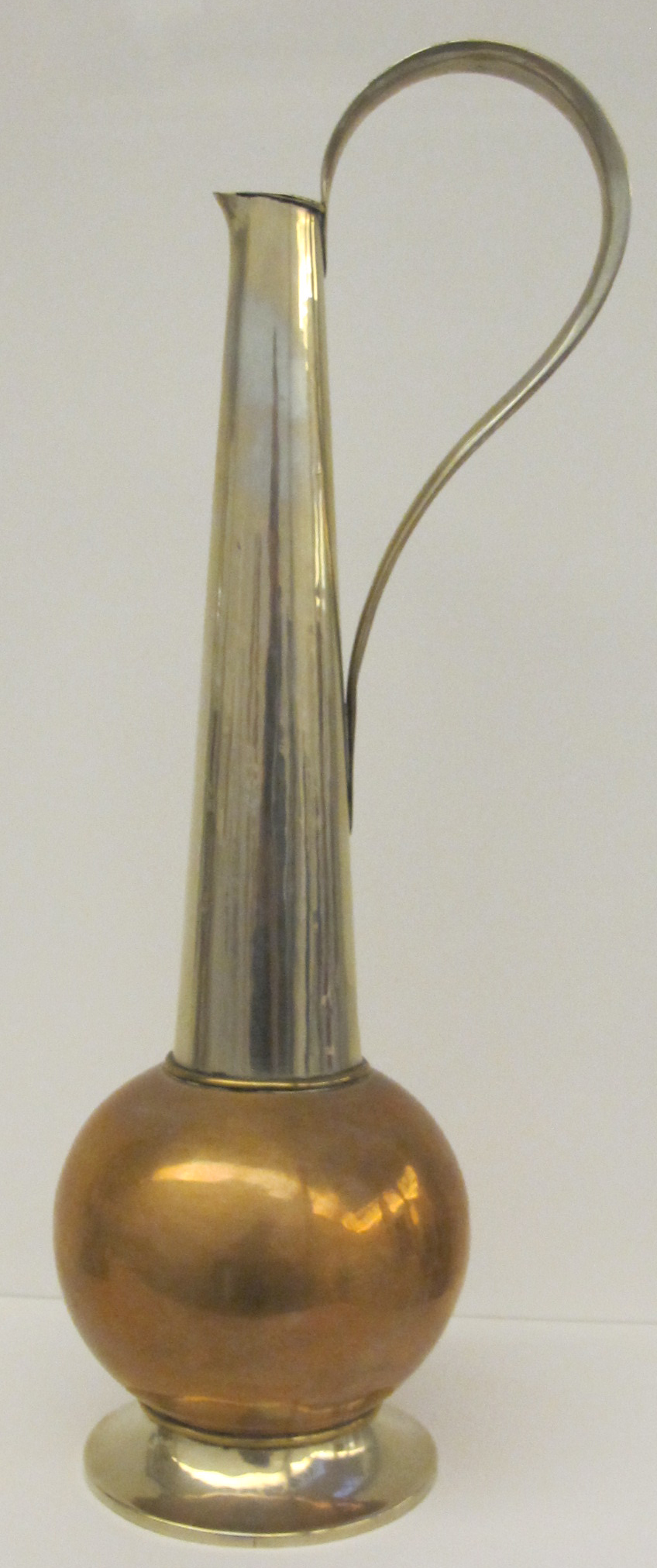
Gyula Pap, Wysoka ampułka, 1923

Bauhaus wpłynął na kształtowanie się architektury modernistycznej, umocnienie tendencji abstrakcyjnej w sztuce i zreformowanie metod nauczania w szkolnictwie artystycznym.

### Podstawowe zasady wprowadzone przez Bauhaus
- Funkcjonalność oparta nie tylko na przesłankach mechanicznych (jak np. wymiary ciała człowieka), ale także psychologicznych. Potrzeby emocjonalne są uznane za równie ważne jak pragmatyczne.
- Znaczenie czynników społecznych (szeroko rozumiane dobro i rozwój osobisty człowieka), które uważane są za ważniejsze niż wymogi czysto estetyczne, ekologiczne i techniczne.
- Zniesienie podziału pomiędzy artystą, architektem, rzemieślnikiem i przemysłowcem.
- Odkrycie, że zorganizowana przestrzeń wpływa na sposób działania i myślenia ludzi, stąd waga społecznej roli architekta (architekt jako „projektant życia społecznego”, a nie tylko budowli). Architektura reguluje też relacje między krajobrazem, przyrodą, techniką a człowiekiem. W projektowaniu należy uwzględnić biologię, socjologię, psychologię, ergonomię.
- Wartość nowoczesnej architektury zależy tylko od ludzi. Społeczeństwo otrzymuje taką architekturę do jakiej dojrzało. Należy ludzi wychowywać do odpowiedniego odbioru. Idea wychowania przez sztukę.
- Wprowadzanie do formy architektonicznej warunków regionalnych, klimatów, krajobrazów i zwyczajów mieszkańców.
- Używanie powtarzalnych form, czyli standardowych elementów (prefabrykatów). Elementy powinny być tak wytwarzane, by umożliwiały powstanie różnych kombinacji. Starania o modularyzację (Ernst Neufert). Powstaje pojęcie „technologicznego” lub „nietechnologicznego” użycia materiałów.
- Potrzeba zespołowości przy pracy projektowej; udział w zespołach na zasadzie dobrowolności; zespoły interdyscyplinarne.
- Projektowanie jest zarówno nauką, jak i sztuką. Jako nauka korzysta z metodologii socjologii i innych nauk o człowieku, określa cele funkcjonalne, stosuje metody matematyczne – jako dziedzina artystyczna wprowadza pomysł formalny i właśnie sztukę, czyli elementy bardzo trudne do zdefiniowania (na tworzenie sztuki nie ma recept).

Motyw Bauhaus widnieje na kolekcjonerskiej monecie 10 euro z 2006 roku.
Ideologią Bauhaus inspirował się twórca Apple – Steve Jobs. Tworząc design m.in. iPhone opierał się na zasadach Bauhausu oraz designie przedmiotów użytkowych przez niego zaprojektowanych.

## Nauczyciele Bauhausu

### Dyrektorzy Bauhausu
- Walter Gropius w latach 1919–1927
- Hannes Meyer w latach 1927–1930
- Ludwig Mies van der Rohe w latach 1930–1932

### MistrzowieBauhausu
Bauhaus nadał mistrzom nazwy Lehrmeister, czyli technik, oraz Formmeister, czyli artysta. Często uczniowie żartobliwie określali Formmeistrów jako pełnych dumy, którzy nigdy nie odwiedzają sal rzemieślniczych, a jedynie swoje pracownie artystyczne, w których uczą teorii. Tym, których godności nie uwłacza doglądanie pracy uczniów w pracowniach technicznych nadali nazwę Korridor-meister (przykładem jest László Moholy-Nagy).
| Stanowisko         | Formmeister artysta                                    | Lehrmeister technik          |
| ------------------ | ------------------------------------------------------ | ---------------------------- |
| Drukowanie         | Lyonel Feininger                                       |                              |
| Witraż             | Josef Albers, Johannes Itten                           |                              |
| Metalurgia         | Johannes Itten, László Moholy-Nagy, Alfred Arndt       | Christian Dell, Naum Slutzky |
| Stolarka           | Walter Gropius                                         | Anton Handik                 |
| Tkactwo            | Georg Muche                                            | Gunta Stölzl                 |
| Fotografia         | Walter Peterhans                                       |                              |
| Fresk              | Oskar Schlemmer, Wassily Kandinsky, Alfred Arndt       | Heinrich Beberniß            |
| Scenografia        | Lothar Schreyer, Oskar Schlemmer                       |                              |
| Introligatorstwo   | Paul Klee                                              |                              |
| Garncarstwo        | Gerhard Marcks                                         | Max Krehan                   |
| Architektura       | Walter Gropius, Ludwig Mies van der Rohe, Hannes Meyer |                              |
| Projekt ekspozycji | Joost Schmidt                                          |                              |
| Koordynacja        | Gertrud Grunow                                         |                              |